# Pristimantis altamnis
Pristimantis altamnis là một loài động vật lưỡng cư trong họ Strabomantidae, thuộc bộ Anura. Loài này được Elmer & Cannatella mô tả khoa học đầu tiên năm 2008.